# Escut de la Palma de Cervelló
L'escut oficial de la Palma de Cervelló té el blasonament següent: 
Escut caironat: d'or, una palma de sinople en pal. Per timbre, una corona mural de poble.

## Història
Aprovat el 19 de gener del 2001 i publicat al DOGC el 6 de febrer del mateix any amb el número 3321.
Armes parlants relatives al nom del poble; l'esmalt d'or recorda l'escut de Cervelló, municipi del qual va formar part fins al 1998.